# 1799 Koussevitzky
1799 Koussevitzky eller 1950 OE är en asteroid i huvudbältet, som upptäcktes 25 juli 1950 av Indiana Asteroid Program vid Indiana University Bloomington med Goethe Link Observatory. Asteroiden har fått sitt namn efter den rysk-amerikansk dirigent, tonsättare och kontrabasist, Sergej Kusevitskij.
Asteroiden har en diameter på ungefär 18 kilometer och den tillhör asteroidgruppen Eos.